# Jatobá (ort)
Jatobá är en ort i Brasilien.   Den ligger i kommunen Jatobá och delstaten Pernambuco, i den östra delen av landet, 1 300 km nordost om huvudstaden Brasília. Jatobá ligger 286 meter över havet och antalet invånare är 20 575.
Terrängen runt Jatobá är platt söderut, men norrut är den kuperad. Det finns inga andra samhällen i närheten.
Trakten runt Jatobá består i huvudsak av gräsmarker. Runt Jatobá är det glesbefolkat, med 15 invånare per kvadratkilometer.